# Kościół Najświętszej Marii Panny pod Łańcuchem w Pradze
Kościół Najświętszej Marii Panny pod Łańcuchem (czes. Kostel Panny Marie pod Řetězem) – zabytkowy kościół w Pradze na Małej Stranie.

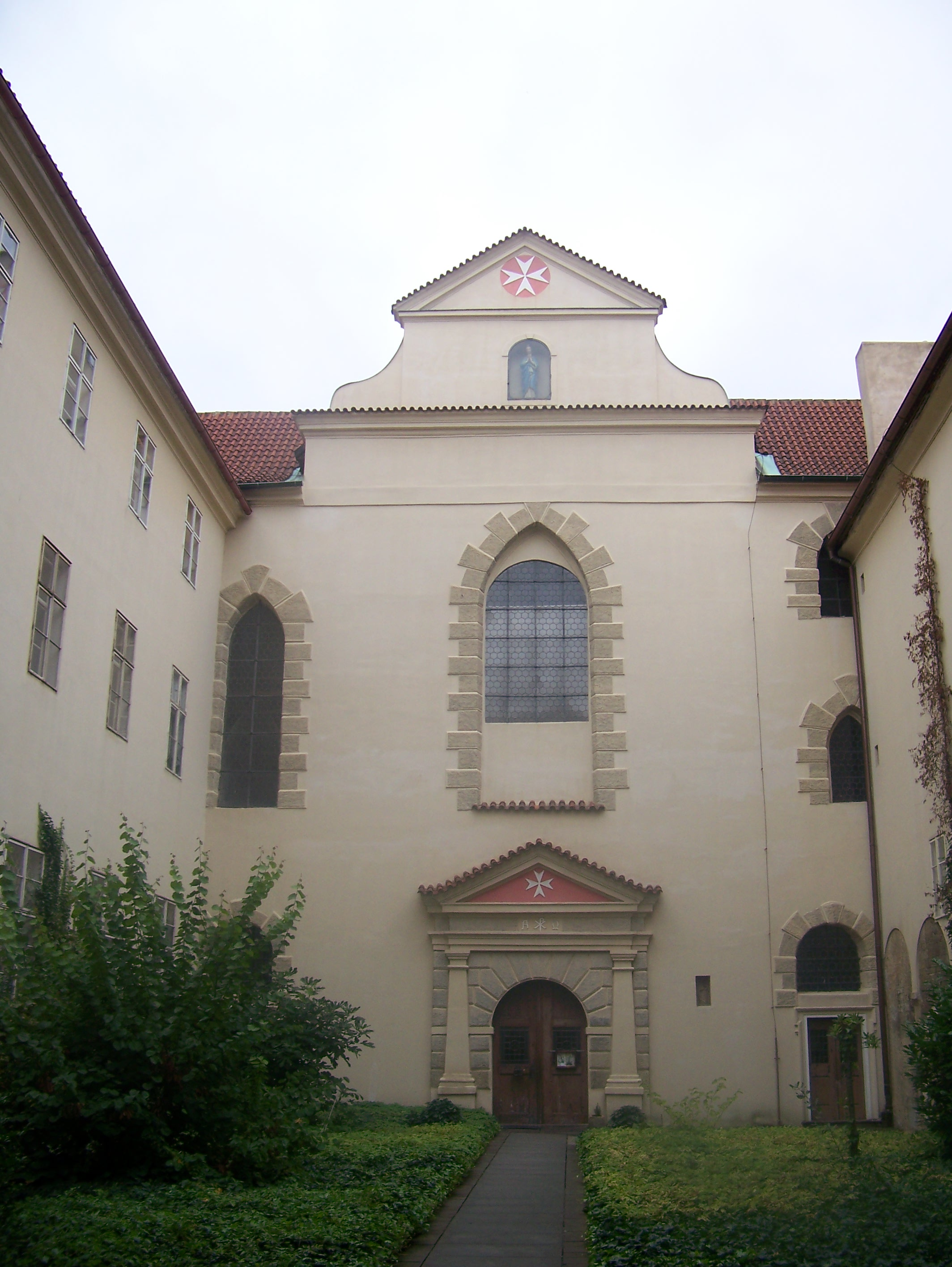
Widok z dziedzińca

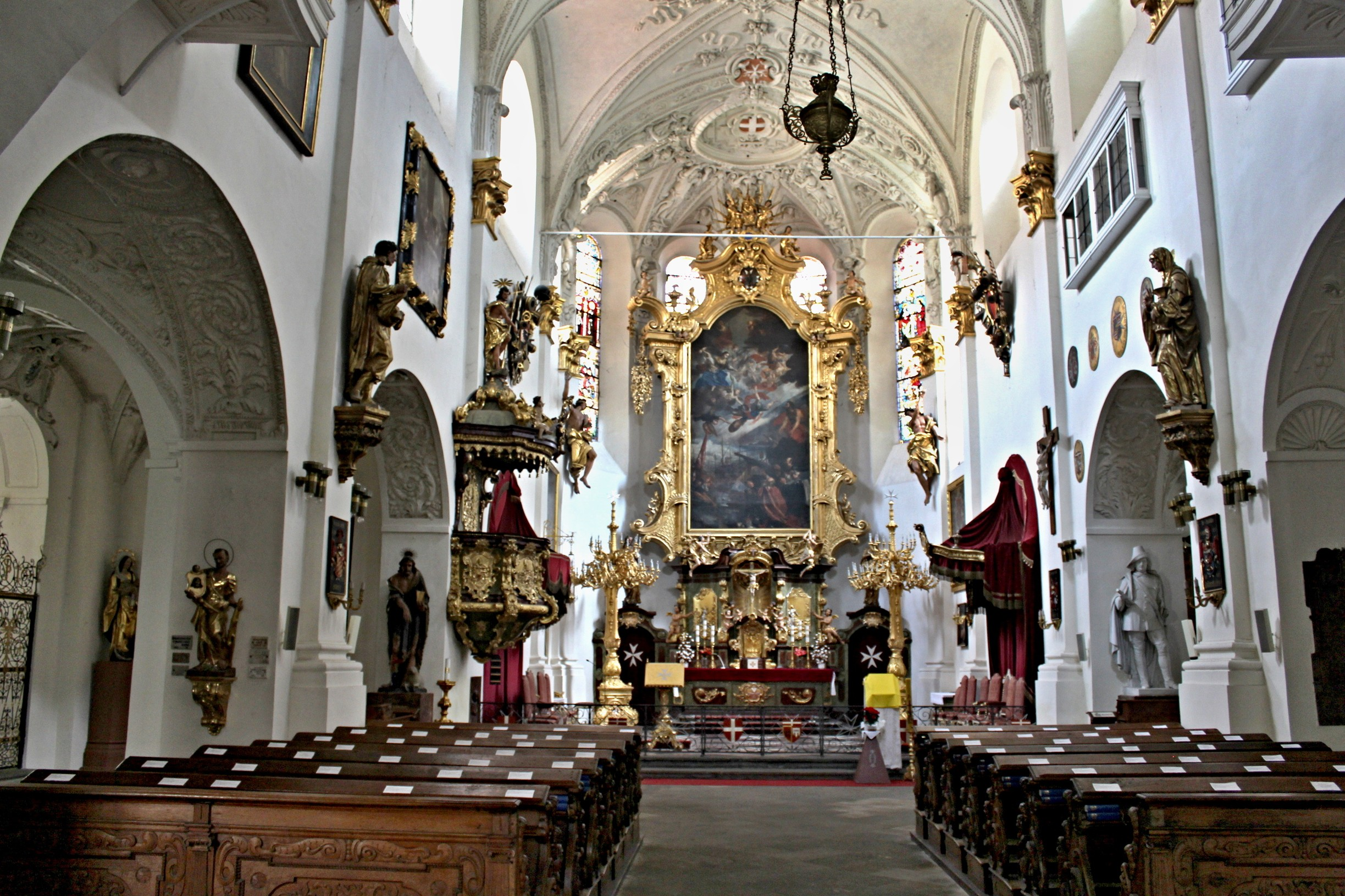
Wnętrze świątyni

Kościół założony został w XII wieku jako świątynia romańska przez joannitów i należał do zespołu obwarowań ich zakonu. W XIII wieku powstało wczesnogotyckie prezbiterium, a w wieku XIV dwie, nigdy ostatecznie nieukończone, wieże oraz łączący je przedsionek. W wieku XVII prezbiterium przebudowano w stylu barokowym. Na ołtarzu głównym znajduje się obraz przedstawiający Madonnę adorowaną przez rycerzy maltańskich autorstwa Karela Škréty.